# Lijst van voetbalinterlands Curaçao - Montserrat
Deze lijst van voetbalinterlands geeft een overzicht van alle officiële voetbalwedstrijden tussen de nationale teams van Curaçao en Montserrat. De landen hebben tot op heden twee keer tegen elkaar gespeeld. De eerste ontmoeting, een kwalificatiewedstrijd voor het Wereldkampioenschap voetbal 2018, werd gespeeld op 27 maart 2015 in Willemstad. Het laatste duel, de returnwedstrijd in dezelfde kwalificatiereeks, vond plaats in Look Out op 31 maart 2015.

## Wedstrijden
| № | Plaats     | Datum         | Competitie           | Wedstrijd            | Uitslag |
| - | ---------- | ------------- | -------------------- | -------------------- | ------- |
| 1 | Willemstad | 27 maart 2015 | WK 2018 kwalificatie | Curaçao − Montserrat | 2 − 1   |
| 2 | Look Out   | 31 maart 2015 | WK 2018 kwalificatie | Montserrat − Curaçao | 2 − 2   |

## Samenvatting
| Competitie      | Totaal gespeeld | Winst Curaçao | Gelijk | Winst Montserrat | Doelsaldo Curaçao – Montserrat |
| --------------- | --------------- | ------------- | ------ | ---------------- | ------------------------------ |
| WK-kwalificatie | 2               | 1             | 1      | 0                | 4 − 3                          |
| Totaal          | 2               | 1             | 1      | 0                | 4 − 3                          |

Wedstrijden bepaald door strafschoppen worden, in lijn met de FIFA, als een gelijkspel gerekend.

## Details

### Eerste ontmoeting
| WK 2018 kwalificatie (Willemstad, Curaçao, 27 maart 2015): |              | |
| Curaçao | 2 – 1        | Montserrat |
| Papito Merencia 8' Felitciano Zschusschen 39' (pen.) | goals        | 24' Lyle Taylor |
| Patrick Kluivert | bondscoach   | Lenny Hewlett |
| Zeus de la Paz Darryl Lachman Jason Wall Gevaro Nepomuceno Cuco Martina Luidjino Hojer Dustley Mulder 87' Papito Merencia 65' Gianluca Maria 87' Felitciano Zschusschen Rihairo Meulens | opstellingen | Corrin Brooks-Meade Michael Williams Calvin Petrie Solomon Henry Anthony Griffith 88' Marvin Farrell James Dyer James Comley Lyle Taylor 77' Dean Morgan Massiah McDonald |
| Michaël Maria 65' Shanon Carmelia 87' Romero Regales 87' | wissels      | 77' Spencer Weir-Daley 88' Dajour McIntosh-Buffonge |
| Darryl Lachman 64' Gevaro Nepomuceno 90' | gele kaarten | 28' James Dyer 75' Massiah McDonald |

### Tweede ontmoeting
| WK 2018 kwalificatie (Look Out, Montserrat, 27 maart 2015): |              | |
| Montserrat | 2 – 2        | Curaçao |
| Jamal Willer 65' Bradley Woods-Garness 81' | goals        | 41' Darryl Lachman 87' Charlton Vicento |
| Lenny Hewlett | bondscoach   | Patrick Kluivert |
| Corrin Brooks-Meade Michael Williams Calvin Petrie Solomon Henry 61' Anthony Griffith Marvin Farrell 80' James Dyer James Comley Spencer Weir-Daley 70' Lyle Taylor Massiah McDonald | opstellingen | Zeus de la Paz Gevaro Nepomuceno 52' Shelton Martis Cuco Martina 86' Darryl Lachman Dustley Mulder 76' Papito Merencia Luidjino Hojer Felitciano Zschusschen Rihairo Meulens Gianluca Maria |
| Jamal Willer 61' Bradley Woods-Garness 70' Adrian Clifton 80' | wissels      | 52' Jason Wall 76' Shanon Carmelia 86' Charlton Vicento |
| Massiah McDonald 61' | gele kaarten | 59' Luidjino Hojer |

FFK · A-internationals · Curaçaos vrouwenelftal · Olympisch elftal
2011 – 2019 ·
2020 – 2029
2011 · 
2012 · 
2013 · 
2014 · 
2015 ·
2016 ·
2017 ·
2018 ·
2019 ·
2020 ·
2021 ·
2022 ·
2023 ·
2024 ·
2025
Amerikaanse Maagdeneilanden ·
Antigua en Barbuda ·
Argentinië ·
Aruba ·
Bahrein ·
Barbados ·
Bolivia ·
Britse Maagdeneilanden ·
Canada ·
Colombia ·
Costa Rica ·
Cuba ·
Dominicaanse Republiek ·
El Salvador ·
Grenada ·
Guatemala ·
Guyana ·
Haïti ·
Honduras ·
India ·
Indonesië ·
Jamaica ·
Kazachstan ·
Mexico ·
Montserrat ·
Nieuw-Zeeland ·
Nicaragua ·
Panama ·
Puerto Rico ·
Qatar ·
Saint Kitts en Nevis ·
Saint Lucia ·
Saint Vincent en de Grenadines ·
Suriname ·
Trinidad en Tobago ·
Verenigde Staten ·
Vietnam
MFA · A-internationals
1990 – 1999 · 
2000 – 2009 · 
2010 – 2019 ·
2020 − 2029
1991 · 
1992 · 
1993 · 
1994 · 
1995 · 
1996 · 
1997 · 
1998 · 
1999 · 
2000 · 
2001 · 
2002 · 
2003 ·
2004 · 
2005 · 
2006 · 
2007 · 
2008 · 
2009 · 
2010 · 
2011 · 
2012 ·
2013 ·
2014 ·
2015 ·
2016 ·
2017 ·
2018 ·
2019 ·
2020 ·
2021 ·
2022 ·
2023 ·
2024 ·
Amerikaanse Maagdeneilanden ·
Anguilla ·
Antigua en Barbuda ·
Aruba ·
Barbados ·
Belize ·
Bermuda ·
Bhutan ·
Britse Maagdeneilanden ·
Curaçao ·
Dominicaanse Republiek ·
El Salvador ·
Grenada ·
Guyana ·
Haïti ·
Kaaimaneilanden ·
Nicaragua ·
Panama ·
Saint Kitts en Nevis ·
Saint Lucia ·
Saint Vincent en de Grenadines ·
Suriname ·
Trinidad en Tobago